# Pa'l Norte 2022
Pa'l Norte 2022 fue la décima edición del festival, la cual se llevó a cabo en Parque Fundidora los días 1 y 2 de abril. Contó con 9 escenarios y 140 bandas. 

## Desarrollo
El 22 de noviembre de 2021 se confirmó la fecha de la décima edición de Pa’l Norte, y tres días después, el 25 de noviembre inició la preventa para clientes de Hey Banco con un precio inicial de $1890 para entrada general y $3790 para VIP.
Para el segundo día de actividades y con motivo del décimo aniversario del festival, la última sorpresa trajo nuevamente a dos de los actos más memorables de ediciones pasadas. Estos fueron Big Boy y Caballo Dorado.

## Line up
El cartel se lanzó el 30 de noviembre de 2021 y fue el siguiente: The Strokes, Maroon 5, Martin Garrix, Los Fabulosos Cadillacs, Hombres G, The Libertines, Andrés Calamaro, Bizarrap, C. Tangana, Los Caligaris, Caribou, Fobia, Guaynaa, Los Claxons, Morat, Natanael Cano, Papa Roach, Parcels, Sech, Simple Plan, Tainy, 100 Gecs, Adriel Favela, Álex Fernández, Álvaro Díaz, Aron, Beret, Blessd, Camilo Séptimo, Carlos Sadness, Channel Tres, Clubz, Crooked Colours, Dorian, Drama, El Mató a un Policía Motorizado, Elderbrook, Esteman, Francisca Valenzuela, Inspector, Jesse Baez, Kaydy Cain, Kenia Os, Kevin Kaarl, Khea, L-Gante, La Gusana Ciega, Los No Tan Tristes, Los Pericos, Love of Lesbian, Majo Aguilar, Mariana BO, Moenia, Molchat Doma, Nicki Nicole, Nicola Cruz, Porter, Rock en tu Idioma Sinfónico, Sen Senra, Serbia, Siddhartha, Snow Tha Product, Taburete, Tokischa, Tom & Collins, Vetusta Morla, Aleesha, Alejandro Franco, Arroba Nat, Ca7riel, Charlie Rodd, Daniel Me Estás Matando, Dear Boy, Efelante, ElArturo, El Kuelgue, Flaca, Gepe, Hermanos Gutiérrez, Hugel, Javier Blake, Kaia Lana, Kalexis, La Delio Valdez, La Garfield, Lng/SHT, LosPetitFellas, Lost Acapulco, Louisahhh, Lucybell, Marscelo, Nick León, Paco Amoroso, Rebolledo, Robot 95, Samantha Barrón, Sidecars, Vanessa Zamora, Whiplash.
Los horarios por día se publicaron el 23 de marzo de 2022, teniendo como principales atracciones a Maroon 5 y The Strokes. A días del inicio del festival, Sidecars y Álex Fernández anunciaron su baja debido a cuestiones de logística, y Charly Jourdan por cuestiones personales.

### Tecate Light
| Viernes | Sábado                                                                                         |
| --- | ---------------------------------------------------------------------------------------------- |
| - Los Fabulosos Cadillacs - Maroon 5 - The Libertines - Los Caligaris - Siddharta - Nicki Nicole - Serbia - Efelante | - The Strokes - Martin Garrix - Hombres G - Morat - Inspector - Carlos Sadness - Lost Acapulco |

### Tecate Original
| Viernes                                                                          | Sábado                                                                             |
| -------------------------------------------------------------------------------- | ---------------------------------------------------------------------------------- |
| - Natanael Cano - Sech - C. Tangana - Khea - Vetusta Morla - Taburete - Whiplash | - Guaynaa - Simple Plan - Caribou - Los Claxons - Mœnia - La Delio Valdez - Stripe |

### Fusión Telcel
| Viernes | Sábado |
| --- | --- |
| - Los No Tan Tristes - Porter - Andrés Calamaro - Camilo Séptimo - Los Pericos - Beret - Molchat Doma - Dear Boy | - La Gusana Ciega - Papa Roach - Parcels - Love of Lesbian - Él Mató a un Policía Motorizado - Francisca Valenzuela - Kaia Lana - El Kuelgue |

### Sorpresa Viva[2]
| Viernes                  | Sábado                                             |
| ------------------------ | -------------------------------------------------- |
| - Moderatto - Edén Muñoz | - La Cotorrisa - Hanson - Big Boy & Caballo Dorado |

1. ↑  Actuación especial.

### Acústico Hey Banco
| Viernes | Sábado                                                                                                  |
| --- | --- |
| - La Garfield - Kevin Kaarl - Papa Roach - Rock en tu Idioma - Javier Blake - Vanessa Zamora - Charlie Rodd | - Lucybell - Porter - Fobia - Dorian - Gepe - Daniel, Me Estás Matando - Arroba Nat - Priscilla Orfanos |

### Villa Maravilla Tecate
| Viernes | Sábado |
| --- | --- |
| - Alonso Rivero b2b Nico Borgio - Channel Tres - Nicola Cruz DJ Set - Nick León - Louisahhh - Gil Montiel - DJ Milka - Bettxrfly | - Lee Foss - BLOND:ISH - Rebolledo - Layla Benitez - Alejandro Franco - Kalexis - Hermanos Gutiérrez - Marscelo - Alexia Malo |

### Club Social Kia
| Viernes                                                                                                   | Sábado |
| --- | --- |
| - Tainy - Elderbrook - Mariana BO - Drama - Crooked Colours - Ford. - Night Tales - Nash - Ambroz - Diego | - Jonas Blue - Brandi Cyrus - Tom & Collins - Hugel - Bizarrap - Clubz - Maboy - Flaca - Shei - Boby Drum - Manstretta - Labibe - YungPancho |

### Oasis Bacardí
| Viernes | Sábado |
| --- | --- |
| - Adriel Favela - Tokischa - Snow Tha Product - Blessd - Álvaro Díaz - Robot 95 - Aleesha - Ca7riel y Paco Amoroso - Samantha Barrón | - Lng/SHT - Kaydy Cain - L-Gante - Kenia Os - Jesse Baez - Esteman - Sen Senra - Los PetitFellas - ElArturo |

### Hot Nuts Pilo’s Bar
| Viernes | Sábado |
| --- | --- |
| - La Treviñosa - Los Cadetes de Linares - Tropical Panamá - Los Mier - Los Relampaguitos - Sandra Echeverría - Fara Fara | - Salomón Robles - La Treviñosa - Carlos y José - La Treviñosa - Majo Aguilar - Paco Barrón y sus Norteños Clan - Encrucijada - Fara Fara |